# بخش برییود
بخش برییود (به فرانسوی: Arrondissement de Brioude) یک بخش در فرانسه است که در اوت-لوآر واقع شده‌است.